# マクドウェルの戦い
マクドウェルの戦い（英: Battle of McDowell、またはシットリントンズヒルの戦い、英: Battle of Sitlington's Hill）は、南北戦争開戦から1年を経過した1862年5月8日、南軍ストーンウォール・ジャクソン少将がシェナンドー渓谷で戦ったバレー方面作戦の一部として、バージニア州ハイランド郡で起きた戦闘である。これに先立つ3月23日に、ジャクソン軍が戦術では負けたが、戦略的に勝利した第一次カーンズタウンの戦いが起こっており、このバレー方面作戦では2戦目だった。

## 背景

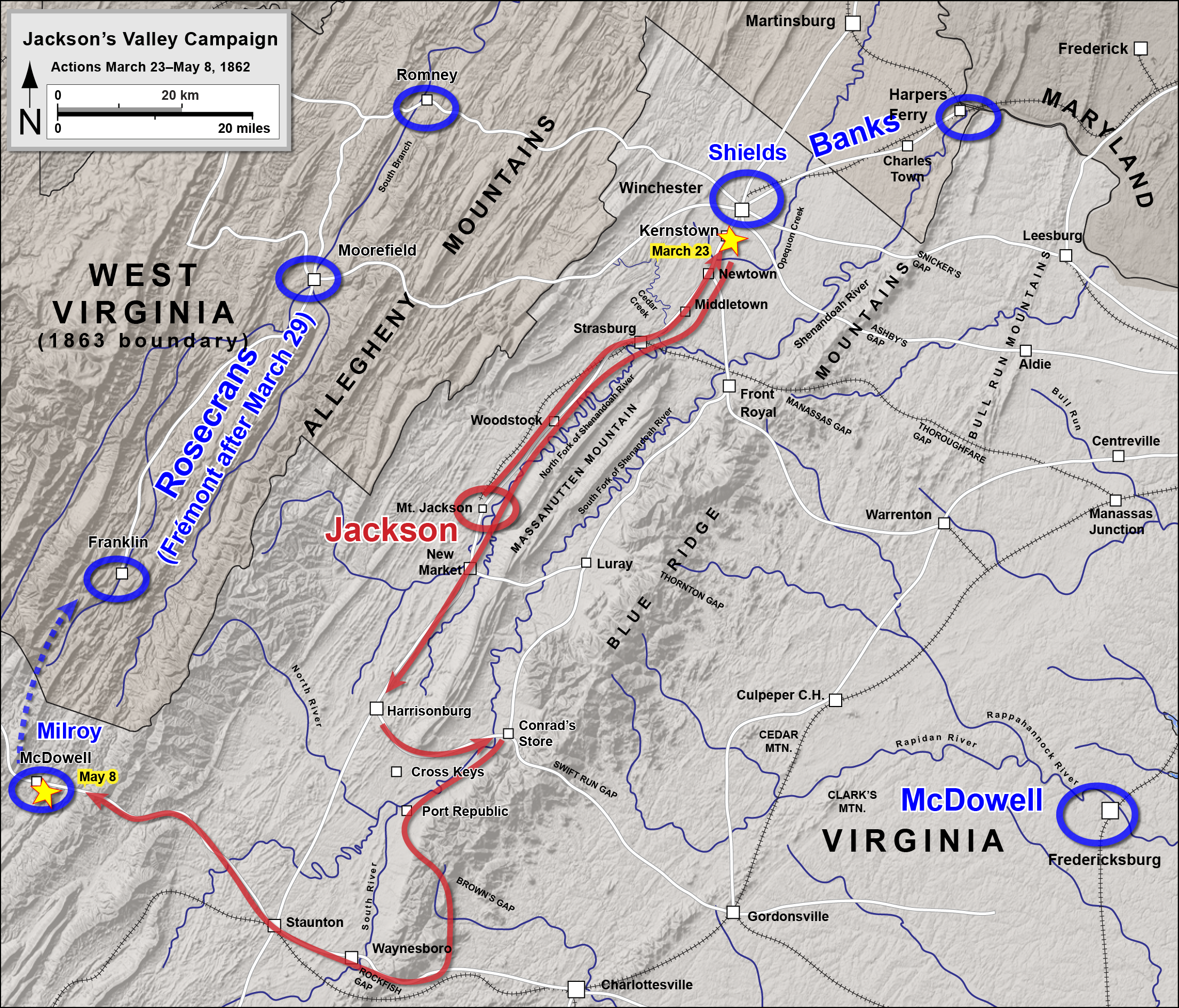
バレー方面作戦: カーンズタウンの戦いからマクドウェルの戦いまで
南軍
北軍

ジャクソンの部隊は5月7日朝にウェストビューとスタントンを出発し、パーカーズバーグ・ターンパイクに沿って西に行軍した。エドワード・"アリゲイニー"・ジョンソン准将旅団の部隊が前衛になった。午後の半ば、ターンパイクがラムゼイのドラフトと交差するロジャーズの有料道路で北軍哨戒部隊と遭遇した。北軍は3個連隊（ウェストバージニア第3連隊、オハイオ第32連隊、オハイオ第75連隊）の一部で構成されており、ロバート・H・ミルロイ准将が全体指揮を執っていたが、大慌てで撤退したので、有料道路料金所に手荷物を置き忘れ、シェナンドー山の尾根に後退した。
南軍は二手に分かれて、シェナンドー山の北軍陣地を囲むようにした。ミルロイは自部隊にマクドウェルまで後退して集合するよう命じた。そこでは援軍を期待できた。ミルロイはまた、ジョンソン軍がシェナンドー山の尾根から降りるのを遅らせるために、ショーの尾根に砲兵隊の一部を陣取らせた。これら大砲は間もなくその支援部隊と共にマクドウェルまで後退した。薄暮までにジョンソンの前衛連隊がショーのフォークに到着し、そこで宿営した。ジャクソン軍は、道が狭く、宿営できる場所が少なかったので、ターンパイク沿いに8ないし10マイル (13-16 km) 伸びきっており、後衛はドライブランチ・ギャップにいた。ジャクソンはその作戦本部をロジャーズの有料道路料金所に置いた。夜の間にミルロイはブルパスチャー川の背後のマクドウェルまで後退し、ハルの家に作戦本部を置いた。

## 戦闘
5月8日夜明けに、南軍の前衛がショーの尾根を横切りカウパスチャー川のウィルソンの家に降り、さらにブルパスチャー山に登った。この前衛隊を遮るものはなかった。ジャクソンと作戦地図担当のジェデディア・ホッチキスが尾根の頂上に着くと、道の岩がちな枝道からマクドウェルの北軍陣地を偵察した。ジョンソンは前衛隊と共にシットリントンズヒルの麓まで前進を続けた。ジョンソンは前方にバリケードがあることを予測し、道路から急峻で狭い谷に逸れた。その谷は丘の頂上に繋がっていた。ジョンソンは北軍の散兵を駆逐した後、その歩兵を丘の長く曲がりくねった頂上線に沿って陣を布かせた。ジャクソンは参謀に丘の上で大砲を置かせる場所を見つけるよう求め、さらに北の北軍陣地の側面を衝く道を探すよう頼んだ。
午前10時頃、北軍ロバート・シェンク准将が、フランクリンから強行軍で到着した。シェンクがミルロイより先任将官だったので、マクドウェルの全軍指揮権を執り、ハルの家を作戦本部にした。シェンクは18門の大砲を有する砲兵隊をセメタリーヒルとマクドウェル長老派教会近くに置かせて、ブルパスチャー川に架かる橋を守らせた。歩兵には、マクドウェルのから南の川沿いに約800ヤード (720 m) に渡って戦列を作らせた。川の東、ターンパイクを見下ろすハルの丘に1個連隊（ウェストバージニア第2連隊）を配置した。騎兵3個中隊が左側面、村の北にある道路を守った。
シェンクとミルロイは川沿いのシットリントンズヒルの麓を争うために散兵を派遣した。丘の上の南軍が数を増していたので、シェンクとミルロイは協議を続けた。北軍の斥候が、南軍は丘の頂上に大砲を挙げようとしていると報告した。それが実行されればマクドウェルの低地にいる北軍の陣地は脆弱なものになるはずだった。南軍が積極的に前に出ていなかったので、シェンクとミルロイは妨害攻撃を試みた。ミルロイはその旅団（オハイオ第25連隊、同第75連隊、ウェストバージニア第3連隊）およびシェンク旅団のオハイオ第82連隊、総計約2,300名を前進させた。午後3時頃、ミルロイが自ら攻撃部隊を率い、橋を渡り、丘の西側斜面を切る谷を進んだ。
そうしている間にジャクソンは丘の頂部を保持していることに満足しながら、北の側面攻撃ルートを探させていた。砲兵隊を丘に挙げることについては、攻撃された時に大砲を撤退させるのが困難だったので、それを止める判断をした。セメタリーヒルにある北軍の大砲は、地面に深い溝を掘って大砲を動かす道を造ってから揚げたものであり、前進する歩兵の支援のために南軍に砲撃を掛けていた。シェンクはハルの丘頂上に手押しで6ポンド砲1門を揚げさせ、ターンパイク上の南軍右翼に砲撃させた（ある証言では大砲の一部と言い、また別の証言では大砲の全部となっている）。北軍の戦列は決然として急な斜面を登り、南軍の陣地に接近した。戦いは「激しく残忍な」ものになった。
ウェストバージニア第3連隊はターンパイク沿いに前進して南軍の右翼に回ろうとした。ジャクソンは丘の右翼を2個連隊で補強し、ターンパイクにはバージニア第21連隊にカバーさせた。ジョージア第12連隊が中央であり、丘の上の南軍戦列より少し前に出ていたので、北軍攻撃の先鋒を受け止め、大きな被害を出した。この連隊は滑腔マスケット銃で武装していたので、ライフル銃を装備した北軍に大きな損失を与えられなかったのが大きく災いした。戦いは4時間続き、北軍攻撃部隊は南軍戦列の中央を突破してその左翼を包囲しようとしていた。シットリントンズヒルでの戦闘には、南軍は9個連隊が参戦し、北軍の5個連隊に対抗した。夕暮れとなり、北軍攻撃隊がマクドウェルまで退却した。

## 戦いの後
暗闇が訪れると、北軍はシットリントンズヒルから後退して、川を渡ってマクドウェルまで後退し、戦場から負傷者を回収した。北軍の損失は総計259名（戦死34名、負傷220名、不明5名）、南軍は420名（戦死116名、負傷300名、不明4名）となり、この南北戦争では珍しく攻撃側の損失が守備側のものより少なかった。5月9日午前2時頃、シェンクとミルロイはターンパイク沿いにフランクリンまでの総退却を命じた。オハイオ第73連隊が夜明け近くまで川沿いに散兵線を布き、その後に退却する部隊の後衛として撤退した。この連隊の兵士10名が図らずも後に残され、捕虜になった。北軍が撤退してから間もなく、南軍がマクドウェルの町に入った。シェンクは5月9日に守備隊形を造っていたが、小競り合いが起こっただけだった。その後の1週間、ジャクソンは後退する北軍を追ってフランクリン近くまで行ったが、5月15日にバレーに戻る行軍を始めた。
歴史家の中には、マクドウェルの戦いがジャクソンによるバレー方面作戦の始まりだと考える者がおり、また第一次カーンズタウンの戦いからだとする者もいる。カーンズタウンはジャクソンにとってこの作戦で唯一の敗北だった。マクドウェルの戦いは幾つかの理由で、今日の軍事史家の研究対象になっている。戦術的なレベルでは北軍が引き分けだったと論じることができる。ミルロイの「妨害攻撃」がジャクソンを驚かせて、主導権を掴み、大きな損失を負わせたが、南軍をその陣地から追い出すことはできなかった。戦略レベルでは、この戦いと、北軍が撤退したことで、南部にとって重要な勝利だった。この戦闘は、戦力的に劣る敵に対してはその戦力を集中させ、一方で敵には戦力を集中させないようにしたジャクソンの戦略を示すことになった。ジャクソンはマクドウェルでの戦略的勝利に乗じて、5月23日にはフロントロイヤルの戦い、5月25日には第一次ウィンチェスターの戦いに勝利を続けた。